# Vivir sin aire
«Vivir sin aire» es el noveno y último sencillo  de Maná de su tercer álbum, ¿Dónde jugarán los niños? (1992). Se mantuvo  por un total de 3 semanas en radios mexicanas y en Estados Unidos también. Esta canción es una de las exitosas del álbum.

## Controversias
Durante julio de 2022 durante una presentación en la ciudad de Monterrey y debido a la escasez de agua que se presentó tanto en la ciudad como en el estado de Nuevo León, la banda cambió las frases "vivir sin aire" a "vivir sin agua", lo que desato una gran molestia entre los fanes.

## Lista de canciones

### CD - Maxi sencillo[8]
| Vivir sin aire — Single |                  |          |  |
| N.º                     | Título           | Duración |  |
| 1.                      | «Vivir sin aire» | 4:51     |  |

## Posiciones en las listas
| Listas (2000)                              | Posición |
| ------------------------------------------ | -------- |
| Estados Unidos Billboard Hot Latin Tracks  | 45       |
| Estados Unidos Billboard Latin Pop Airplay | 7        |